# Vjekoslav Župančić
Vjekoslav Župančić (Zagabria, 18 maggio 1900 – Zagabria, 14 febbraio 1971) è stato un calciatore jugoslavo, di ruolo difensore.

## Palmarès

### Club
- Campionato austriaco: 1

Amateure Vienna: 1924